# Anna Depenbusch
Anna Depenbusch, född 1977 i Hamburg, är en tysk sångerska. Hon var tidigare bakgrundssångerska till den tyska musikgruppen Orange Blue. År 2005 släppte hon sitt debut-soloalbum Ins Gesicht. Hennes andra studioalbum Die Mathematik der Anna Depenbusch släpptes 2011 och nådde tjugofemte plats på den tyska albumlistan.

## Diskografi

### Album
- 2005 - Ins Gesicht
- 2011 - Die Mathematik der Anna Depenbusch

### Singlar
- 2005 - "Tango"
- 2007 - "Heimat"
- 2010 - "Wir sind Hollywood"